# Binnenalster
Binnenalster (pronunciado [ˈbɪnənˌʔalstɐ] (escutarⓘ)) ou Alster interno é um de dois lagos artificiais da cidade-estado de Hamburgo, na Alemanha, formados pelo rio Alster (sendo o outro o Außenalster). Ele possui uma área de cercado 18 hectáres, e é a menor parte do lago Alster. O tráfego de barcos privados a motor no lago, em geral, não é permitido. 
No centro do lago existe uma fonte, Alsterfontäne, criada em 1987 e, financiada por patronos, cujo jatos de água atingem até 60 metros de altura. No Natal, a fonte é substituída por uma árvore de Natal, acesa e durante o inverno a fonte é desativada.
O lago é o centro de um festival anual chamado Alstervergnügen.

## História
O prefixo "inner", refere-se às antigas muralhas da cidade de Hamburgo, portanto, o "Binnenalster" seria um lago, ou parte do rio, que estava localizado "dentro" das muralhas da cidade.

## Localização
O Binneralster é cercado, em três lados por ruas, e ao norte é por um parque. 